# Tijdelijke Commissie Onderzoek Integratiebeleid
De Tijdelijke Commissie Onderzoek Integratiebeleid (ook wel Commissie-Blok) deed in opdracht van de Tweede Kamer, op initiatief van de SP, onderzoek naar het Nederlandse integratiebeleid van de afgelopen dertig jaar. Op 19 januari 2004 publiceerde de commissie haar resultaten.

## Samenstelling
- Stef Blok (VVD, voorzitter)
- Karin Adelmund (PvdA)
- Ineke van Gent (GroenLinks)
- Nirmala Rambocus (CDA)
- João Varela (LPF)
- Fenna Vergeer (SP, vervangt Ali Lazrak)

## Voortijdig rumoer
De commissie kwam voor de publicatie al verscheidene keren in het nieuws. Onder meer bij het vertrek van SP'er Ali Lazrak, en toen VVD-politici en CDA'er Maxime Verhagen verklaarden de integratie als een mislukking te zien.

## Resultaten
In totaal zijn er 89 gesprekken gevoerd met betrokkenen. Op 19 januari 2004 publiceerde de commissie haar resultaten in het 2500 pagina's tellende rapport 'Bruggen Bouwen'.
De commissie concludeerde dat de integratie deels tot geheel een succes was, maar dat het overheidsbeleid hier niet aan heeft bijgedragen. De regering zou adviezen die zij zelf aan had gevraagd negeren en achter de feiten aan lopen. Men heeft lange tijd de noodzaak tot inburgering en het leren van de Nederlandse taal ontkend.
De commissie bepleitte een doortastender en beter gecoördineerd integratiebeleid waarbij de vrijblijvendheid verdwijnt.
Er werden weinig concrete adviezen gegeven. Het belangrijkste was een spreidingsbeleid op scholen om zogenaamde zwarte scholen te voorkomen. Ook zouden randgemeenten en regio's van grote steden meer allochtonen van deze steden over moeten nemen om de spreiding te bevorderen.

## Reacties
Verschillende Tweede Kamerfracties (CDA, VVD, LPF en in mindere mate de PvdA) waren teleurgesteld in het onderzoek. De historische schets en analyses konden nog wel op waardering rekenen, maar de aanbevelingen en conclusies werden 'ronduit slap' genoemd. Ayaan Hirsi Ali (VVD) meende dat in de conclusie, dat de integratie geslaagd is, de realiteitszin ontbreekt en dat de commissie geen concrete oplossingen bood.
D66 kon zich deels wel vinden in het rapport, maar miste ook de concrete voorstellen. Intiatiefnemer Jan Marijnissen (SP) was blij dat de commissie zich uitsprak voor spreiding en tegen vrijblijvendheid. Volgens SGP'er Bas van der Vlies bood het rapport weinig nieuws en gaf het te weinig aandacht aan religieuze aspecten. GroenLinks gaf aan in grote lijnen de conclusies te onderschrijven.